# Bahnhof Klein Mahner
Der Bahnhof Klein Mahner ist ein Güter- und Museumsbahnhof an der Bahnstrecke Börßum–Kreiensen im Norden von Klein Mahner, einem Ortsteil der Gemeinde Liebenburg im Landkreis Goslar.
Der Bahnhof Klein Mahner verfügt (Stand: 2013) über insgesamt sechs Gleise. Die Gleise 1 und 2 liegen an der Durchgangsstrecke, von Gleis 2 zweigt ein mit einer Gleissperre verschlossenes Gleis zur Fahrzeughalle ab.

## Geschichte
Der Bahnhof besaß zuletzt ein Mechanisches Stellwerk mit Wechselstromblock namens Kf, dieses wurde Ende der 1970er-Jahre außer Betrieb genommen.
Seit 2019 wird am Bahnhof Klein Mahner Güterverkehr abgewickelt. Hierfür wird eine öffentliche Ladestraße für den Langholzumschlag auf der nördlichen Gleisseite des Bahnhofes mit einer Länge von 220 Metern genutzt.
Der Bahnhof ist zudem Heimat der Dampflokgemeinschaft 41 096 e.V. Die im Jahr 1939 gebaute Einheitsdampflokomotive 41 096 mit einer Leistung von 2000 PS und einer Höchstgeschwindigkeit von 90 km/h bildet das Kernstück der Sammlung des Vereins, zudem sind rund ein Dutzend weiterer Fahrzeuge und Wagen in Besitz des Vereins.